# Кременчуківська ЗОШ
Кременчуківська ЗОШ І-ІІІ ступенів — загальноосвітня школа на базі 11 класів, яка охоплює шість сіл: Кременчуки, Лісова Волиця, Великі Юначки, Малі Юначки, Медці, Велика Медведівка.

## Історія школи
За часів кріпацтва і в перші роки його скасування шкільної освіти в селі Кременчуки не було. Лише окремі заможні люди посилали, як правило, своїх синів, до священика на навчання. 
Після скасування кріпосного права в Російській імперії, в селах почали відкриватись школи.
Так в 1861 р. була відкрита школа в селі Сахнівці, куди по черзі підводою, а в взимку саньми, возили своїх дітей на навчання кілька багатих хазяїв.
В 1871-72 рр. на кошти сільської громади була відкрита в селі Кременчуки школа, учителем була Людмила Данилівна Шумська, яка закінчила 4 класи Житомирської жіночої гімназії.
Церковно-парафіяльна школа була передана для духовенства 15 березня 1886 р., учителем була Ольга Миколаївна Корженівська, яка закінчила Житомирське жіноче училище.
Перша школа знаходилась на садибі Слободзінських (тепер Галазюка). В першій половині її знаходилась одна класна кімната, в якій навчалось три групи (3 класи), а в другій половині будинку була квартира вчителя. Було 27 учнів і 9 учениць. Всіх дітей вчив один вчитель. Навчання починалось пізньої осені, коли закінчувались польові роботи і випадав сніг, а закінчувалось з початком весняних польових робіт.
З 1886 року вчителем був священик і у нього ще був вчитель – помічник.
Так в 1890 році вчителем був священик Левицький, а помічником – О.М.Корженівська, всіх учнів було 36.
Щороку школу закінчувало 8-10 учнів, які складали екзамени і одержували свідоцтво. Найчастіше здача екзаменів проходила в селі Мазепинці (с.Ключівка) в урочистій обстановці. Приймала екзамени комісія, в яку входили священики, чиновники волосного управління, вчителі навколишніх сіл, старости. На екзамени приїжджали діти з семи сіл. Хоча школа була церковно-приходською і трикласною, окремі батьки домовлялись з вчителем і той готував їх дітей окремо до екзаменів за однокласне училище і таке свідоцтво давало право вчитись далі, а також скорочувало строк служби в армії.
В 1899 році в школі був вчитель Радецький.

## Сучасна школа

### Будівництво
Будівництво нового двохповерхового приміщення для школи розпочалось у 50-х роках XX ст. Закінчилось воно у 1961 році. У дворі школи побудовано окреме приміщення, де навчаються учні 1-4 класів, а також до 2015 року, у цьому приміщені навчались діти дошкільного віку. У дворі школи знаходяться футбольне, волейбольне та баскетбольне поля.

### Навчальний процес
У школі навчається 134 учня (станом на 2016-2017 н. р.). Педагогічний колектив складається з 24-х учителів,з них четверо мають звання «старший учитель» та п'ять викладає у початкових класах. У школі після уроків працюють спортивні гуртки з футболу та волейболу.

## Зовнішнє незалежне оцінювання
- В 2016 році середній бал учасників ЗНО з української мови та літератури був 149, з математики - 147, з англійської мови - 146, з географії - 152, з біології - 139, з фізики - 150.
- В 2015 році школа посіла 4 527 місце в рейтингу навчальних закладів за результатами ЗНО з української мови та літератури.[2]